# Scottsville (Virgínia)
Scottsville és una població dels Estats Units a l'estat de Virgínia. Segons el cens del 2000 tenia 555 habitants.

## Demografia
Segons el cens del 2000, Scottsville tenia 555 habitants, 256 habitatges, i 145 famílies. La densitat de població era de 139,1 habitants per km².
Dels 256 habitatges en un 24,2% hi vivien nens de menys de 18 anys, en un 42,2% hi vivien parelles casades, en un 12,9% dones solteres, i en un 43% no eren unitats familiars. En el 35,2% dels habitatges hi vivien persones soles el 14,1% de les quals corresponia a persones de 65 anys o més que vivien soles. El nombre mitjà de persones vivint en cada habitatge era de 2,17 i el nombre mitjà de persones que vivien en cada família era de 2,82.
Per edats la població es repartia de la següent manera: un 22,2% tenia menys de 18 anys, un 7% entre 18 i 24, un 29,7% entre 25 i 44, un 23,8% de 45 a 60 i un 17,3% 65 anys o més.
L'edat mediana era de 40 anys. Per cada 100 dones de 18 o més anys hi havia 83,8 homes.
La renda mediana per habitatge era de 30.903 $ i la renda mediana per família de 41.667 $. Els homes tenien una renda mediana de 31.369 $ mentre que les dones 22.656 $. La renda per capita de la població era de 17.432 $. Entorn de l'11,1% de les famílies i el 12,9% de la població estaven per davall del llindar de pobresa.

## Poblacions més properes
El següent diagrama mostra les poblacions més properes.